# Die getupfte Krawatte
Die getupfte Krawatte, gedreht als Der Fall Clifford, ist ein deutscher Kriminal-Stummfilm von 1917 aus der Rat-Anheim-Reihe. Den Detektiv spielt Carl Auen.

## Handlung
Der kriminalistische Fuchs Rat Anheim wird mit einem besonders vertrackten Fall von Unterschlagung in einer Bank beauftragt. Der Direktor der Zentralbank ist verschwunden, woraufhin sofort eine Revision der Kassen vorgenommen wurde. Doch es fehlt kein Heller. Als auch der Kassierer der Bank, Benson, verschwindet, macht sich Anheim auf dem Weg zu dessen Wohnung und beobachtet diese. Er lernt den neuen Bewohner der Unterkunft kennen und durchsucht selbige, als der neue Bewohner gerade aushäusig ist. Dabei macht Rat Anheim eine Entdeckung. Aus der Schreibtischschublade fischt er einen sonderbaren Brief heraus. Dem Schreiben entnimmt die Spürnase, dass der Bankdirektor vor mehreren Jahren seine eigene Firma bestohlen hatte, den entwendeten Betrag aber später mit Zins und Zinseszins zurückerstattet habe. 
Merkwürdig nur, dass die Kassenrevision den nunmehr zu erwartenden Überschuss von rund einer Million nicht aufwies. Rat Anheim ist sich sicher, dass Benson von all dem gewusst und sich daraufhin den Überschuss angeeignet haben muss. Bald findet der Detektiv heraus, dass der neue Wohnungsbewohner niemand anderes ist, als der alte – nur in Maskierung. Da der Rat dem Langfinger nichts nachweisen kann, aber von dessen Spielfreude weiß, will er Benson mit einem Trick überführen und ihm zugleich das geraubte Geld wieder abnehmen. Anheim verkleidet sich als australischer Millionär und fordert ihm beim Poker heraus. Die Summe steigt von Mal zu Mal bis Benson seine gesamte Million einsetzt. Damit entlarvt er sich selbst als Täter.

## Produktionsnotizen
Die getupfte Krawatte entstand in dem Saturn-Film-Atelier in Berlins Große Frankfurter Straße, passierte im November 1917 die Zensur und wurde im darauf folgenden Monat im Berliner Unionspalast gezeigt. Der Film besaß eine Länge von 1343 Meter, verteilt auf vier Akte. Es gab keine Zwischentitel. Ein Jugendverbot wurde erteilt.